# Бялко, Алексей Владимирович

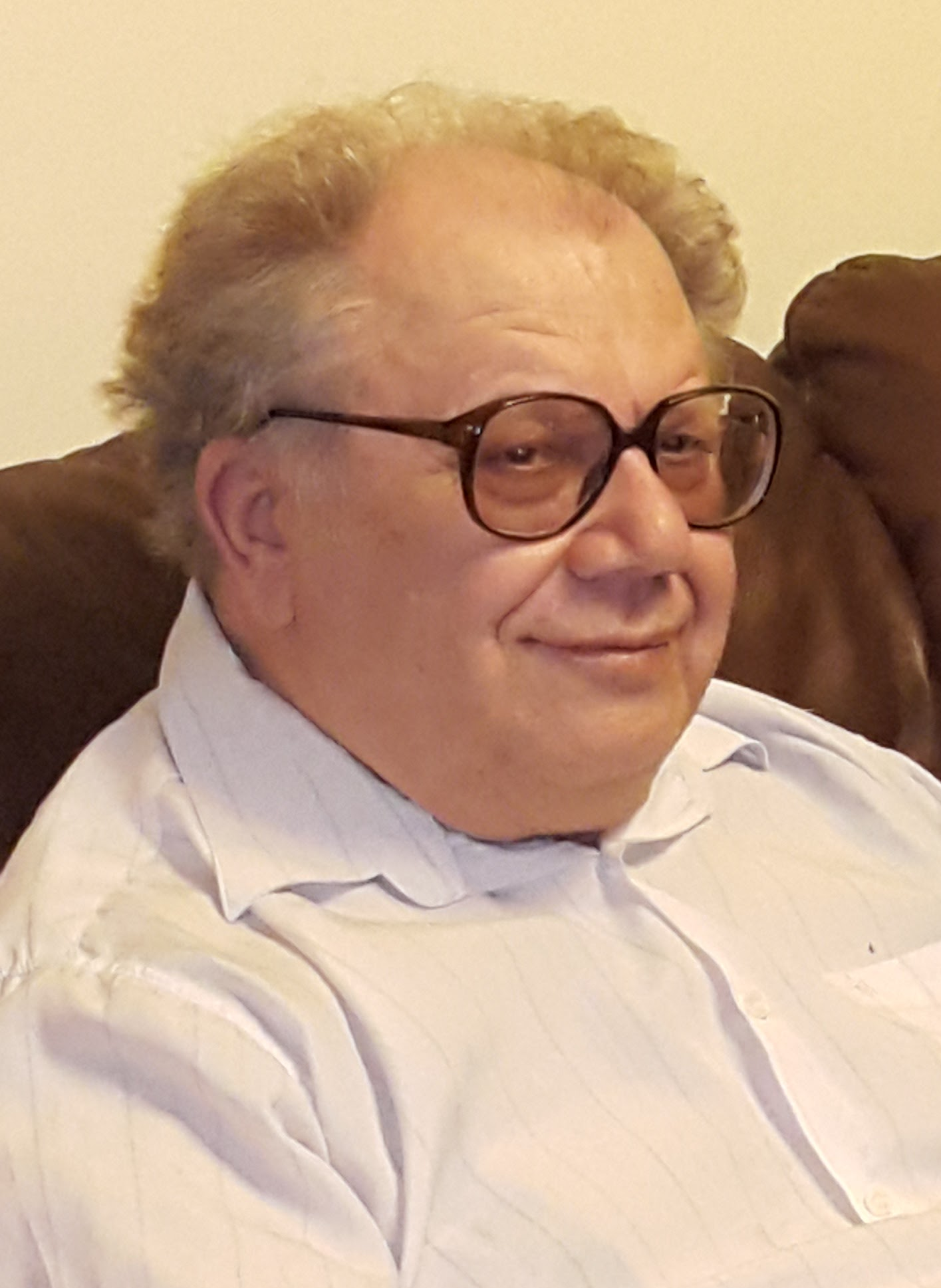
Портрет Алексея Владимировича Бялко

Алексей Владимирович Бялко (29 мая 1944, Москва — 28 июля 2021, там же) — советский и российский учёный-физик, специалист в области космологии, физики Земли, гидро- и аэродинамики, планетной астрономии.
Закончил МФТИ, ученик акад. И. М. Халатникова. Сдал «Теорминимум» Ландау. Доктор физико-математических наук, многолетний сотрудник Института теоретической физики им. Ландау.
Почти тридцать лет (с 1993 г. и до дня своей внезапной кончины) А. В. Бялко фактически являлся главным редактором журнала «Природа», в котором публиковал многочисленные обзоры и оригинальные работы.
Последняя[какая?] публикация А. В. Бялко — научная биография И. М. Халатникова, посмертно опубликованная в ежегоднике Memoirs of the Royal Society.

## Области научных интересов
В области космологии А. В. Бялко занимался устойчивостью классических моделей (леметровской, фридмановской и т. д.). Цикл работ по геофизической безопасности захоронения радиоактивных отходов был оформлен в монографии, изданной по-английски (1994), и доведён до практических приложений (оформлен несколькими патентами). В последние годы А. В. Бялко занимался моделями климата Земли, в частности, газообменом между атмосферой и мировым океаном.

## Основные публикации
Автор научно-популярной книги, изданной тиражом 150 тыс. экземпляров на русском, английском и испанском языках:
- Наша планета — Земля : [Для детей] / А. В. Бялко; Под ред. Я. А. Смородинского. — М. : Наука, 1983. — 207 с. : ил.; 20 см. — (Библиотечка «Квант». Вып. 29). Переиздания: 1985, 1988.
- Наша планета — Земля : [Для детей] / А. В. Бялко. — 2-е изд., перераб. и доп. — М. : Наука, 1989. — 237 с. : ил., карт.; 21 см. — (Библиотечка «Квант» Вып. 29); ISBN 5-02-014079-1
- Bialko A. Nuestro planeta, la Tierra 1985. MIR, Moscu, 208 pp. Архивная копия от 29 ноября 2021 на Wayback Machine
- Byalko A. V. Our planet the Earth. The «Kvant» Library. Moscow, 1989.

Неполный перечень работ А. В. Бялко (перечислены только монографии и публикации в самых высокорейтинговых журналах):
- А. В. Бялко, Исследование устойчивости изотропного мира с космологической постоянной, ЖЭТФ, 55 (1), 317—322 (1968).
- А. В. Бялко, Статистический анализ гравитационной неустойчивости, ЖЭТФ, 60 (2), 441—450 (1971).
- А. В. Бялко, Отклонение расширения мира, изотропного в среднем, от фридмановского, ЖЭТФ, 65 (3), 849—861 (1973).
- А. В. Бялко, В. Н. Пелевин, О контрасте яркости неба и моря, Изв. АН СССР, Физика атмосферы и океана, 11 (7), 755—756 (1975).
- A.V. Byalko, Powdered moonshine, Nature, 365 (6448), 701 (1993).
- A.V. Byalko, Nuclear Waste Disposal. Geophysical Safety, CRC Press, 1994. viii, 283 pp. Архивная копия от 29 июня 2013 на Wayback Machine
- А. В. Бялко, Н. И. Ваганова, Э. Н. Руманов, О возможной климатической неустойчивости, Докл. Акад. наук, 431(5), 617—620 (2010).
- А. В. Бялко, Ламинарные цепочки пузырьков: логарифмически точное решение, Докл. Акад. наук, 436(6), 747—752 (2011).
- А. В. Бялко, Релаксационная теория климата, Успехи физических наук, 182 (1), 111—116 (2012).
- А. В. Бялко, Вариации концентрации радиоуглерода и газообмен атмосфера-океан, Докл. Акад. наук, 451(1), 28-32 (2013).
- А. В. Бялко, М. И. Кузьмин, Осколки образования Луны: геофизические следствия Гигантского столкновения, ЖЭТФ, 156(4), 603—614 (2019).

Патенты:
- А. В. Бялко, О. Б. Хаврошкин, И. М. Халатников, Способ захоронения высокоактивных нуклидов, Патент SU 1725667, приоритет от 22.01.1990.
- А. В. Бялко, А. А. Вертман, Е. Ю. Ефремов, О. Л. Кедровский, П. П. Полуэктов, А. С. Поляков, О. Б. Хаврошкин, Способ захоронения радиоактивных материалов, патент RUS 2152093 приоритет от 12.11.1999.